# United States Census 1970
Der United States Census 1970 war die 19. Volkszählung in den Vereinigten Staaten seit 1790. Sie wurde vom United States Census Bureau durchgeführt.

## Ergebnisse
Zum Stichtag am 1. April 1970 lebten in den USA 203.392.031 Menschen. Die Einwohnerzahl wuchs damit im Vergleich zu 1960 um 13,4 Prozent. Der bevölkerungsreichste Staat war erstmals Kalifornien mit 19,95 Millionen Einwohnern, der kleinste Alaska mit 302.173. Kalifornien hatte damit den Bundesstaat New York seit der letzten Volkszählung 1960 als bevölkerungsstärkster abgelöst.
Die in den alle zehn Jahre stattfindenden Volkszählungen der Vereinigten Staaten ermittelten Einwohnerzahlen der Bundesstaaten sind der Schlüssel zur Festlegung der Anzahl der Abgeordneten aus diesen Bundesstaaten im Repräsentantenhaus der Vereinigten Staaten. Die Anpassung wird in der Regel im übernächsten Kongress nach einer Volkszählung vorgenommen. Die detaillierten Daten werden ab 2042 verfügbar sein, da nach Titel 13 der Bundesgesetzgebung die Daten nach Ablauf von 72 Jahren der Öffentlichkeit zugänglich gemacht werden. 

## Staaten nach Einwohnerzahl
Bundesstaaten der USA nach Einwohnerzahl im Jahr 1970.
| Rang | Bundesstaat          | Bevölkerung |
| ---- | -------------------- | ----------- |
| 1    | Kalifornien          | 19.953.134  |
| 2    | New York             | 18.241.266  |
| 3    | Pennsylvania         | 11.793.909  |
| 4    | Texas                | 11.196.730  |
| 5    | Illinois             | 11.113.976  |
| 6    | Ohio                 | 10.652.017  |
| 7    | Michigan             | 8.875.083   |
| 8    | New Jersey           | 7.168.164   |
| 9    | Florida              | 6.789.443   |
| 10   | Massachusetts        | 5.689.170   |
| 11   | Indiana              | 5.193.669   |
| 12   | North Carolina       | 5.082.059   |
| 13   | Missouri             | 4.677.399   |
| 14   | Virginia             | 4,648,494   |
| 15   | Georgia              | 4.589.575   |
| 16   | Wisconsin            | 4.417.933   |
| 17   | Tennessee            | 3.924.164   |
| 18   | Maryland             | 3.922.399   |
| 19   | Minnesota            | 3.805.069   |
| 20   | Louisiana            | 3.643.180   |
| 21   | Alabama              | 3.444.165   |
| 22   | Washington           | 3.409.169   |
| 23   | Kentucky             | 3.219.311   |
| 24   | Connecticut          | 3.032.217   |
| 25   | Iowa                 | 2.825.041   |
| 26   | South Carolina       | 2.590.516   |
| 27   | Oklahoma             | 2.559.253   |
| 28   | Kansas               | 2.249.071   |
| 29   | Mississippi          | 2.216.912   |
| 30   | Colorado             | 2.207.259   |
| 31   | Oregon               | 2.091.385   |
| 32   | Arkansas             | 1.923.295   |
| 33   | Arizona              | 1.772.482   |
| 34   | West Virginia        | 1.744.237   |
| 35   | Nebraska             | 1.483.791   |
| 36   | Utah                 | 1.059.273   |
| 37   | New Mexico           | 1.016.000   |
| 38   | Maine                | 993.663     |
| 39   | Rhode Island         | 949.723     |
| 40   | Hawaii               | 769.913     |
| …    | District of Columbia | 756.510     |
| 41   | New Hampshire        | 737.681     |
| 42   | Idaho                | 713.008     |
| 43   | Montana              | 694.409     |
| 44   | South Dakota         | 666.257     |
| 45   | North Dakota         | 617.761     |
| 46   | Delaware             | 548.104     |
| 47   | Nevada               | 488.738     |
| 48   | Vermont              | 444.732     |
| 49   | Wyoming              | 332.416     |
| 50   | Alaska               | 302.173     |

## Städte nach Einwohnerzahl
Die 20 bevölkerungsreichsten Städte der USA nach Einwohnerzahl im Jahr 1970.
| Rang | Stadt            | Bundesstaat          | Bevölkerung |
| ---- | ---------------- | -------------------- | ----------- |
| 1    | New York City    | New York             | 7.894.862   |
| 2    | Chicago          | Illinois             | 3.366.957   |
| 3    | Los Angeles      | Kalifornien          | 2.816.061   |
| 4    | Philadelphia     | Pennsylvania         | 1.948.609   |
| 5    | Detroit          | Michigan             | 1.511.482   |
| 6    | Houston          | Texas                | 1.232.802   |
| 7    | Baltimore        | Maryland             | 905.759     |
| 8    | Dallas           | Texas                | 844.401     |
| 9    | Washington, D.C. | District of Columbia | 756.510     |
| 10   | Cleveland        | Ohio                 | 750.903     |
| 11   | Indianapolis     | Indiana              | 744.624     |
| 12   | Milwaukee        | Wisconsin            | 717.099     |
| 13   | San Francisco    | Kalifornien          | 715.674     |
| 14   | San Diego        | Kalifornien          | 696.769     |
| 15   | San Antonio      | Texas                | 654.153     |
| 16   | Boston           | Massachusetts        | 641.071     |
| 17   | Memphis          | Tennessee            | 623.530     |
| 18   | St. Louis        | Missouri             | 622.236     |
| 19   | New Orleans      | Louisiana            | 593.471     |
| 20   | Phoenix          | Arizona              | 581.562     |